# Какиев, Саид-Магомед Шамаевич
Саид-Магомед Шамаевич Какиев (22 февраля 1970) — Герой России, участник контртеррористической операции в Чеченской республике. В 2003—2007 годах — командир батальона специального назначения «Запад» Главного разведывательного управления Генерального штаба Вооружённых сил России.
Кавалер двух орденов Мужества. Награждён министром обороны РФ именным оружием — двумя пистолетами.

## Биография
Родился 22 февраля 1970 года в селе Кень-Юрт Надтеречного района Чечено-Ингушской АССР.
Представитель тейпа Зандакой.
Окончил среднюю школу № 44, в 1989 году окончил профтехучилище в Грозном.
В 1989—1991 годах проходил военную службу в Советской армии в разведывательном батальоне Закавказского военного округа. Принимал участие в ликвидации вооружённого конфликта в Нагорном Карабахе.
После прихода к власти Джохара Дудаева вступил в ряды антидудаевской оппозиции. В 1992 году организовал вооружённый отряд на территории Надтеречного района, возглавляемого Умаром Автурхановым.
В 1993 году участвовал в покушении на Дудаева, которое оказалось неудачным. В момент выстрела в его руках взорвался гранатомёт, и Какиев был серьёзно ранен — он потерял левую руку, глаз, нос, получил повреждения черепа. Сторонниками был вывезен в Москву, где прошёл лечение.
В 1994 году Какиев вернулся в Чечню, продолжив сопротивление Дудаеву в период вооружённого конфликта 1994—1996 годов. В ноябре 1994 года участвовал в неудавшемся штурме Грозного оппозицией. Отряду Какиева удалось захватить здание республиканского телецентра, однако затем ему пришлось прорываться обратно, при этом отряд потерял 80 человек. В 1994—1996 годах принимал участие в боевых действиях на стороне федеральных войск, участвовал в штурме Грозного в январе 1995 года.
В августе 1996 года при нападении боевиков на Грозный Какиев со своим отрядом в течение двух недель оборонялся в окружённом здании. После начавшихся переговоров боевики обещали сохранить жизни сдавшимся. Какиеву его командир приказал уходить и продолжить сопротивление боевикам, и ему удалось в одиночку с одним пистолетом выйти из окружения. Однако сдавшихся 30 человек сепаратисты жестоко убили и залили бетоном в подвале, устроив позднее над ним кабинет для сепаратистского деятеля. Аслан Масхадов обещал награду за убийство Какиева, его родные подверглись гонениям, им пришлось переехать в родное село Кень-Юрт, жители которого организовали оборону.
Какиев принял участие в контртеррористической операции, начавшейся в 1999 году. Был назначен заместителем главы администрации Надтеречного района. В декабре 1999 года вступил в Российскую армию.
14 октября 2002 года президентским указом Какиеву было присвоено звание Героя России «за мужество и героизм, проявленные при выполнении воинского долга в Северо-Кавказском регионе».
С ноября 2003 года возглавил батальон спецназа «Запад» ГРУ российского Генштаба.
В конце 2007 года, покинув пост командира батальона, получил назначение заместителем военного комиссара Чечни по военно-патриотическому воспитанию молодёжи.

## В искусстве
Герою России Саиду-Магомеду Какиеву посвящена песня «Наш комбат Саид-Магомед», исполняемая российским певцом Александром Буйновым.